# Metallochlora glacialis
Metallochlora glacialis är en fjärilsart som beskrevs av Butler 1880. Metallochlora glacialis ingår i släktet Metallochlora och familjen mätare. Inga underarter finns listade i Catalogue of Life.